# 火之国 (火影忍者)
火之國（火の國）是日本動漫《火影忍者》系列中的一個國家。火之國與其忍者村木葉忍者村是整個故事展開的主要地點。
在故事開始的12年前（第二部是16年前），火之國遭到尾獸九尾的侵犯。木葉村傷亡慘重，岌岌可危。在危急時刻，木葉村的首領——第四代火影挺身而出，使出禁術奧義屍鬼封盡，用自己的性命為代價將九尾封禁到故事的主人公漩渦鳴人的體內。
在接下來的日子裡，木葉村慢慢從災難帶來的傷痛恢復過來。而與此同時其他國家的忍者村不斷地充實軍備，希望取代火之國忍者村的地位，並最終導致了音忍村和砂忍村對木葉的戰爭陰謀。
木葉忍者村（木ノ葉隠れの裡）是五大忍者村之一。村子的首領叫做火影。村子的地標是一個類似美國總統山的山丘——火影顏岩，上面刻著歷代火影的頭像。在從動畫第一部到第二部的兩年半之間，第五代火影綱手也將自己的頭像刻上。「木葉」一名為宇智波斑有感而發而取，被柱間採納使用之。
雖然木葉村和火之國一樣在過去的12年裡沉浸在和平當中，但仍擁有五大忍者村中最多的忍者和巨大的影響力。比如中忍考試這樣的重大事件在木葉村舉行，而且參加考試的153名忍者中，木葉村有87名（動畫中是72名），佔了總人數的一半。而其他各村的數字為，砂忍30名，雨忍21名，草忍6名（動畫中是15名），瀧忍6名（動畫中是12名），音忍3名（因為兜和他的隊友作為木葉忍者參賽）。

## 資料
- 岸本齊史曾經提到：「是的，（木葉村的原型是）有的，這就是我的故鄉。我小的時候住在一個軍事要塞旁邊，那裡有很多訓練場地。附近有一座城市。由於我在這樣的地方長大，所以我對超自然力量，軍事地圖還有三人小組等等的很感興趣。」

## 小隊和組合
火影忍者故事中的忍者是以小組行動的，每三人一組（兩男一女）。

### 初代、第二代火影班
- 領隊：千手柱間、千手扉間
- 成員：猿飛蒜山、水戶門焰、轉寢小春、志村段藏、宇智波鏡、秋道取風

第三代火影猿飛蒜山爲初代火影千手柱間和第二代火影千手扉间的學生，後來第三代火影繼承他們成爲新一任的火影。第三代火影在官方資料集《临之书》中被作者岸本齐史譽為「歷代最强的火影」、「忍者之神」和「忍術教授」，因為第三代火影對木之葉忍村內各種忍術均瞭如指掌，他從小就展現出遠超乎第二代火影的才能，精通五種查克拉屬性的忍術，除了五大性質變化以外，連秘傳、幻術等都學會了，將木葉的所有忍術都研究得很透澈，他的腦袋可以瞬間分析出戰況，發動可以對付一切狀況的各式各樣忍術。第三代火影的弟子亦是歷代中最優秀的一批，就是後來被稱為「木葉三忍」的三名忍者。他尤其喜愛大蛇丸，認為他是十年難得一見的奇才，一度想把火影之位留給大蛇丸，然而大蛇丸卻背叛木葉。當初因下不了殺手，而留下後患。及後在中忍選拔試舉行途中，就被返歸並發動襲擊的大蛇丸所殺。水戶門炎及轉寢小春是三代火影過去的隊友。現在是木葉村議事會的成員，負責村子中大事的決策。他們同樣對鳴人沒有太多好感，並限制鳴人外出執行任務，擔心鳴人被曉抓住後會引起災難。

### 第三代火影班
- 領隊：猿飛蒜山
- 成員：自來也、大蛇丸、綱手

三代目火影猿飛的三個學生，自來也、大蛇丸、綱手由於實力非常強大，被稱為傳說中的三忍。三忍中大蛇丸被稱為天才，最富野心。他先派人殺死風影，並結合音忍村與砂忍村聯合策劃木葉毀滅行動，在與自身老師蒜山的對決中，雙手被蒜山使用屍鬼封盡給封印，而蒜山的靈魂也被封印於屍鬼封盡的死神肚中，木葉毀滅行動因此告終，之後綱手繼承火影空缺成為五代目火影。他們亦分別有自己的學生——從前他們的學生分別有四代目火影波風湊（自來也學生），靜音（綱手跟班）及御手洗紅豆（大蛇丸棄徒）。及後他們的新徒弟均是來自卡卡西班。自來也教授跟自己相似的鳴人忍術，綱手指導小櫻醫療忍術、強力體術，還有鍛鍊其物理攻擊能力；而大蛇丸則積極培訓佐助成為自己未來的容器（最後大蛇丸被佐助擊敗，被佐助封在體內）、教導運用遁術。另外三人也分別讓各自的新徒弟與自己的通靈獸締結契約，使鳴人、小櫻和佐助在第四次忍界大戰時成為新三忍。
- “木葉三忍”稱號

在漫畫第369回中，自來也、大蛇丸、綱手在忍者大戰時，曾與雨忍村頭目「山椒魚」半藏對戰；因為三人與這名強敵對決而不倒下，故被對方冠以“木葉三忍”的稱號。

### 第四代火影班
- 領導：波風湊
- 成員：旗木卡卡西、宇智波帶土、野原琳

在小隊中，卡卡西是被譽為天才的忍者，十二歲就當了上忍。來自優秀的宇智波一族的帶土並不是隊中的精英，而且是個個性比較膽小易哭的人，故常被卡卡西恥笑為愛哭鬼。因此帶土和卡卡西雖在同一隊，但彼此的性格不是非常合得來。不過，帶土雖然比較膽小，卻對同伴很重視，寧可放棄任務也要先救夥伴。反而卡卡西卻因父親旗木佐久茂在過去戰鬥中，因選擇保護同伴而背棄任務，導致木之葉忍村受到嚴重打擊，而受村人仇視含恨自盡之事記憶猶新。故此他的性格亦相對比較重視任務的完成，認為為了任務，同伴的犧牲亦在所難免。帶土常常遲到及找藉口的習慣，對於少年的卡卡西來說，認為是違背忍者的原則；然而後來成為鳴人老師的卡卡西，卻學了他這種習慣。至於琳，是位醫療忍者。對同伴非常溫柔，卡卡西和帶土受傷時就是最好的支援。她亦是帶土暗戀的對象。

### 第五代火影班
- 領導：千手綱手
- 成員：靜音、春野櫻

### 自來也班
- 領導：自來也
- 木葉成員：波風湊（第四代火影）、漩渦鳴人（四代火影的兒子、第七代火影）
- 雨隱成員：長門（培因）、彌彥（天道培因）、小南

### 大蛇丸班
- 領導：大蛇丸
- 成員：御手洗紅豆、宇智波佐助、藥師兜

### 第六代火影班
- 領導：旗木卡卡西
- 成員：漩渦鳴人、宇智波佐助、春野櫻

### 鷹
- 領導：宇智波佐助
- 成員：鬼燈水月、重吾、香燐

基本上是佐助殺掉大蛇丸之後所成立的隊伍，原稱「蛇」。成員包括水月、重吾、香燐。各成員擁有不同實力，故可稱得上是實力平均的組織。隊伍不像從前第七班的小隊一樣，能建立友誼感情，基本上是各自有自己的目的。其成立初期是以追殺宇智波鼬為目標；在鼬死後改稱「鷹」，以消滅木葉高層為目標，並決定和曉聯手，追捕尾獸。其後香燐被帶回木葉偵訊、重吾和水月也與佐助失散，直至第四次忍戰進行當中全體成員才再度會合。

### 木葉丸軍團
首領是猿飛木葉丸。
- 成員：猿飛木葉丸、烏冬、萌黃。

### 守護忍十二士
詳見木叶村角色列表#守護忍十二士。
隸屬於火之國大名的十二名精英忍者。其中六人預謀對火影挑起叛變，與另外六名互相戰鬥，而守護十二士中保護火影的雷遁四人組使用「雷遁·雷夢雷人」消滅叛變一方的五人之後死去。
當前守護忍十二士成員已經全部陣亡
已知成员有：
- 猿飛阿斯瑪
- 地陸

在地下市場懸賞金：3000萬，是火之寺的一名忍僧，與「曉」飛段展開激烈交戰，不敵被殺。兜在收集特殊且強大的忍者進行穢土轉生時曾想召喚地陸（動畫版第538話），不料卻轉生出地陸的學問恩師中覺。
封印鉄壁
來迎·千手殺
- 北子、南午、西都、東卯

雷遁奧義·雷夢雷人
- 和馬

### 豬鹿蝶三人組
奈良一族、秋道一族和山中一族連續兩代結成的三人組。山中一族為「豬」，奈良一族為「鹿」，秋道一族為「蝶」。一起組成了傳說中的「豬鹿蝶」組合。

## 高層

### 志村段藏
詳見志村段藏。

### 水戶門焰
詳見木叶村角色列表#顧問。

### 轉寢小春
詳見木叶村角色列表#顧問。

### 宇智波佐助
詳見宇智波佐助。

### 奈良鹿丸
詳見奈良鹿丸。

## 家族
木葉忍者村中也包含許多擁有家傳祕術或血繼限界的氏族，這些家族都以獨特的忍術聞名於世，其中兩大創始人千手柱間跟宇智波斑所屬的千手一族跟宇智波一族最為強盛，千手一族曾經出過三名火影、宇智波一族則建立了木葉警務部隊。

### 千手一族
詳見千手一族。

### 宇智波一族
宇智波一族（日語：うちは一族）是漫畫火影忍者中火之國木叶忍者村的一个氏族，家族成員以寫輪眼的血继限界而聞名。
第一部中，卡卡西提及要追尋宇智波一族的源頭必然會追尋到日向一族；第二部中，帶土揭露宇智波一族為六道仙人長子因陀羅之後裔，千手扉間稱之為"うちはの悪に憑かれだ小僧が"（被宇智波之惡附身的小鬼）。

宇智波一族的家紋

宇智波的日文發音與象徵內輪一族的家族紋章——紅白二色的団扇相似。此外，扇可以用於煽風，繼而提升火焰的溫度，故家紋亦象徵該族各成員對於使用火遁忍術的熟練程度，又譯作「 內 輪 」。
宇智波一族曾經是木葉村中最強大的氏族之一，這一族有代代相傳的石碑，需要瞳力才能閱讀，閱讀的順序是寫輪眼、萬花筒寫輪眼、輪迴眼，擁有越強的瞳力，就可以閱讀更多的內容。石碑是有關於六道仙人和十尾的秘密(但家族當中極具智慧的人，如鼬也不知道石碑是被黑絕為製造世代不停的戰爭而篡改的)。族中曾經出了很多天才，如﹕為被譽為最強忍者、亦為木葉始創人之一的宇智波斑。族員大多擅長火遁忍術，比如基本的火遁·豪火球之術和火遁·鳳仙火之術。一些族員具有血繼限界寫輪眼，賦予他們在戰鬥中強大的洞察（拷貝敵人的忍術）和一些特別的瞳術。二代火影建立了木葉警務部隊，許多族員在裡面供職。
原本興盛的家族毀於多年前的一場劇變。氏族中最有才華的宇智波鼬聯合宇智波帶土在一天夜裡殺死了除了他的弟弟宇智波佐助之外的所有族員，包括他的雙親。鼬於當晚告訴佐助，殺死其他族員的原因在於測量佐助的器量。鼬還告訴佐助一個家族高層秘密聚會的地點(前一段提及的石碑所在地)，裡面隱藏著宇智波家族真正的黑暗目的。佐助從此踏上了向他哥哥復仇的道路。實際上宇智波鼬是為了防止宇智波一族政變而導致木葉毀於一旦，因此先下手為強。但因心愛弟弟而無法下手，並欺騙佐助希望弟弟實力增強。本打算與佐助戰後將秘密帶入棺材，但因宇智波帶土故意洩密而反導致佐助仇恨木葉。在第四次忍界大戰中，鼬被兜以穢土轉生復活，但使用別天神脫離兜的控制，其後鼬與佐助聯手對付兜時鼬將真相告知佐助，並表示無論弟弟做出什麼樣的選擇都會愛著他，使得佐助不再仇恨木葉，並打算成為火影守護木葉。

#### 瞳術
宇智波家族的瞳術基於他們所擁有的眼睛類型而定。開眼後，最基本的寫輪眼(眼中只有二或單勾玉)，能擁有複製及看穿別人的體術、幻術及忍術的能力。雖說是基本，但不是所有的宇智波族人均能擁有，在失去「愛」或經歷強烈的情感波動之後，才可能開眼(如帶土目睹卡卡西被岩忍砍傷後，佐助受滅族衝擊時)。
不過宇智波佐良娜的開眼方式比較特殊，她是因為當知道爸爸已經離自己不遠時急切想與爸爸見面，便找藉口單獨一人前往塔中，就在此時紗羅妲受腦部「宇智波査克拉」的刺激使寫輪眼開啟。
接著，在再次經歷危急的情況後(如佐助面對使用九尾之力的鳴人)，眼睛可能會升級而獲得較高級的寫輪眼(眼中有三個勾玉)，以佐助為例，能看穿對手極快速的行動(如在終末之谷對鳴人使的情況)、看破對方的幻術(如面對鼬的幻術)及透視對方的心理跟心理溝通(如跟鼬及九尾溝通)。
再上一級為萬花筒寫輪眼，而其能力亦因擁有者而不同，目前擁有者們曾展現的能力有能操控使對方一瞬間內陷入施術者自由控制的精神世界內的幻術(如鼬的『月讀』一類)、竊改對方意識的最強幻術(止水的別天神)、能將一切燒燬的黑色火焰─天照(如鼬與佐助兄弟)、控制火焰的能力(佐助的加具土命)、卡卡西左眼、帶土右眼這對擁有空間轉移的能力(神威)的眼睛等。亦有一些強力忍術是共通的，如﹕須佐能乎、伊邪那岐、伊邪那美。若要得到萬花筒寫輪眼，便要目睹自己最親密的人死亡，萬花筒寫輪眼就會覺醒，如﹕帶土看到卡卡西用千鳥殺了琳，導致二人皆得到了萬花筒寫輪眼(卡卡西的左眼是從帶土那裏移植來的，且是直接先從二個勾玉變成三個，再打開萬花筒寫輪眼)、佐助看著曾和自己最親密的哥哥鼬死去，以及鼬目睹視如兄長的止水從山崖跳下自盡。
可是，萬花筒寫輪眼亦有其厄運，第一是失去「愛」或經歷強烈的情感波動之後，性格往往會日益偏執，被負面情緒支配，第二是隨著不斷使用瞳力，最終將步向失明的命運(除非如帶土身上移植了柱間細胞)，因此就有了所謂『萬花筒寫輪眼』的秘密—宇智波族中的『雙瞳互換』。本是萬花筒寫輪眼的擁有者，透過移植近親的萬花筒寫輪眼，就能得到永遠光明、副作用低及有獨特新力量的新雙瞳，即『永恆的萬花筒寫輪眼』，當初斑就是透過移植弟弟泉奈的萬花筒寫輪眼而擁有『新雙瞳』，亦因為這樣而持續統治忍者一族，並被歌頌為最強的忍者；佐助則移植鼬的萬花筒寫輪眼獲得永恆萬花筒寫輪眼，提升萬花筒寫輪眼的瞳力以及降低其副作用。
此外，當因陀羅轉世者獲得阿修羅轉世者的力量時，永恆萬花筒寫輪眼還可以晉升為輪迴眼，如移植了柱間細胞後將死的斑及佐助。

#### 登場角色

##### 戰國時代
宇智波但馬（Uchiha Tajima）
配音：松本忍（日本）；馬國堯（台灣）
為最知名首領宇智波斑和宇智波泉奈之父，過去曾帶年少的泉奈一起出任務攻打千手一族，被當時的斑和柱間查覺。
宇智波斑（Uchiha Madara）
「宇智波一族」最知名的首領，宇智波泉奈之兄，武器為軍配団扇，因擁有「永恆萬花筒寫輪眼」的能力，戰國時代被歌頌為最強忍者。戰後斑跟另外一位最強忍者「森之千手一族」首領千手柱間一起建立木葉忍者村，但後因「火影」的寶座與理念出現爭執脫離村子，並在終結之谷與柱間決戰，最後被撃敗而失去在族人間的威望與身受致命傷，但仍存活了很久一段時間(至第三次忍界大戰期間)。老年時因移植柱間細胞而在開了輪迴眼和得到施展柱間的術-木遁的能力，但身體已虛弱到得靠外道魔像供給能量才能維生，在安排完復活前的後事(將眼睛移植給漩渦一族的長門、讓帶土成為「宇智波斑」繼續為月之眼計畫行動)後便先行離世。到了第四次忍界大戰期間，本尊被兜穢土轉生召喚出來，甚至因黑絕控制帶土施展輪迴天生之術而復活，以輪迴眼的瞳力使五影為首等五大忍者村眾忍者聯軍、被大蛇丸穢土出來的一至四代火影與脫離外道魔像的尾獸們陷入苦戰。
宇智波泉奈（Uchiha Izūna，宇智波 伊 砂）
配音：杉山紀彰 → 時永洋、東内麻里子〈少年〉（日本）；傅品晟、林凱羚〈少年〉（台灣）
生日：2月10日（終年24歲，水瓶座）
身高：174.8 ㎝；體重：55.9 ㎏ 身高；血型：O型
個性：犧牲奉獻，注重調和
宇智波斑之五位兄弟中僅存的弟弟，和兄長一起因親友之死開啟萬花筒寫輪眼，在戰爭中被千手扉間重創，斑則因為過度使用萬花筒寫輪眼而導致失明，泉奈在臨死前把眼睛留給斑，結果造就了斑的「永恆萬花筒寫輪眼」。
戰鬥時作為宇智波斑的部屬，雖然年紀甚輕，但擁有數一數二的實力，統御才能也很出眾。

##### 第二次忍界大戰時期
宇智波鏡（Uchiha Kagami，又譯作「加賀見」）
配音：河西健吾
宇智波止水的祖先。終年25歲。在段藏臨死前回忆往事时出现，作为段藏的队友提出被包围时应以一人献身诱敌，有3勾玉的写轮眼。據第二代火影所言是一位拋棄狹隘族群觀念為村子竭心盡力的人，之後根據第三代火影的說法宇智波止水是其後代。

##### 木葉警務部隊
宇智波鐵火（Tekka）
配音：小杉十郎太 → 岐部公好
木葉警務部隊的一員，個性比較文靜、不愛講話，但為一族奉獻的想法不輸給任何人。
宇智波稻火（Uchiha Inabi）
配音：下山吉光
木葉警務部隊的一員，也是擁有寫輪眼的精銳，自從鼬加入暗部後，就十分敵視他。
宇智波八代（Uchiha Yashiro）
配音：長嶝高士
木葉警務部隊成員，年紀似乎偏大，已經滿頭白髮，具有正確的分析能力跟統御其他成員的才能，連宇智波富嶽都相當欽佩他。
宇智波富岳（Uchiha Fugaku）
生日：8月 16（享年40歲，獅子座）
身高：175.3 cm；體重：63.1 kg；血型：AB型。
個性：責任感很強
配音：松本大 → 濱田賢二〈第129集起〉（日本）；陳幼文（台灣）；潘文柏（香港）
宇智波佐助和宇智波鼬的父親，「宇智波一族」的代表人物，外號「兇眼富岳」，前木葉警務部隊隊長。他亦為嚴父，喜怒不形於色，對兩個兒子都有極高的期望，也對鼬的傑出表現感到自豪。因此在人家面前他常提及鼬，但其實卻跟妻子關心佐助的事。
後來成為宇智波一族策劃謀反的首領，感到鼬在加入暗部後有異常的行徑，警告他不要作出任何越軌的事情。
當鼬接受消滅一族的任務而準備殺掉自己時，將佐助託付給了鼬，而後被鼬殺死。
動畫設定其也擁有萬花筒寫輪眼，但卻不對外聲張。
忍術
| 招式名稱     | 簡介 | 種類     | 等級 |
| ------------ | --- | -------- | ---- |
| 寫輪眼       | 可以洞察、複製、催眠、記憶、看見穴絡經脈，可透過顏色來區分査克拉，並看見敵方的下一個動作。而且眼睛上勾玉的數量越多（最多三個），擁有者的反應和能力越強。 | 血繼限界 | -    |
| 萬花筒寫輪眼 | 出現於動畫675話。比寫輪眼更高級的瞳術，例如直接攻擊（天照）、精神攻擊（月讀）、特殊攻擊(神威)等，但因過度使用會使眼睛逐漸失去光明。                      | 血繼限界 | -    |
| 火遁·豪火球  | 以查克拉提練，從口中發出一發大火球，其威力可以燒出直徑7公尺的洞穴來。                                                                                    | 忍       | C    |

##### 宇智波美琴
宇智波美琴（Uchiha Mikoto）
配音：相樂惠美（日本）；郭馨雅（台灣）；黃鳳英（香港）
上忍。身長162 ㎝；体重48 ㎏。享年36歳。
宇智波佐助和宇智波鼬的母親。個性溫柔善良；很疼愛佐助，尤其佐助有苦惱問題，她也會開導佐助。
跟丈夫宇智波富岳同樣在滅族之夜死於兒子鼬的刀下。

##### 宇智波剎那
懷疑二代火影用意的宇智波一族成員，企圖從千手一族手中奪回對木葉的主權。

##### 宇智波藥味
宇智波富嶽的部屬，在警務部隊中輔佐富嶽，十分盡忠職守，記掛宇智波一族的想法非常強烈。後在鼬奉命抹殺宇智波一族，也被鼬所殺。

##### 宇智波佐助
宇智波佐助（Uchiha Sasuke）
配音：杉山紀彰﹑東山奈央〈幼少期〉（日本）；林凱羚（台灣）；黃麗芳、梁偉德（成年）（香港）；張文漁（中國大陸）

##### 宇智波鼬
宇智波鼬
配音：石川英郎、寺崎裕香〈少年時代・鼬真傳〉（日本）；蘇強文（香港）；陳宏瑋 → 何志威（台灣）
四歲前歷經第三次忍界大戰，故他的宿願是過著和平的生活。十三歲成為暗部分隊長，接到任務要殺死自己的本族，不留一人，他放過自己的弟弟佐助，並讓他怨恨著變強而殺死自己。他深愛弟弟多過於木葉，在下手殺族人時就準備好未來被佐助殺死以將萬花筒寫輪眼的瞳力給他。
為了讓佐助報仇，他以藥物勉強支持著因使用萬花筒寫輪眼而漸虛的身體，和佐助戰鬥中還多次吐血，甚至在這場兄弟對決中體力耗盡而亡，只為了不讓佐助有遺憾和知道他當年殺死族人是出於任務的這個祕密。後來第四次忍界大戰中被穢土轉生復活，在脫離施術者控制後與其弟擊敗藥師兜，並使兜解除穢土轉生之術，使斑以外的死者重返陰間。在臨別之際，對弟弟佐助所說的最後一句話『你可以不用原諒我...無論你今後想走怎樣的路，我都依然深愛著你。。』

##### 宇智波止水
宇智波止水（Uchiha Shisui）
配音：木內秀信、河西健吾〈少年時代・鼬真傳篇〉（日本）；陳幼文（台灣）；李致林 （香港）
生於10月19 外號「瞬身止水」，掌握瞬身之術，名字「止水」有「明鏡止水」之意，擁有萬花筒寫輪眼，是宇智波一族內有名的忍者，為二代火影弟子宇智波鏡的後代（可能是祖父），宇智波鼬更曾視其為親生哥哥般景仰。他在世時除了被譽為族內最優秀的忍者，於忍界大戰與任務立下顯赫戰功外，據稱是一個能為家族犧牲任何事情的人。
因為察覺宇智波一族的謀反計劃，擔心因此引發連鎖反應從而催生忍界大戰，不願世界再度生靈塗炭的他決定用自己的最強幻術瞳術別天神去令謀反領袖改變主意，不料當面對質時反而被段藏藉此奪去了自己的右眼移植到自身（在鐵之國聯合忍軍的會議中被青以白眼發現）。計劃失敗后，止水約談與自己想法相近的宇智波鼬，由於自知另外一隻眼睛也被覬覦著，他便將自己的左眼交付給鼬保管，隨後躍下懸崖自盡。鼬也因此事件，開啟萬花筒寫輪眼的能力。
而當時他留下一封遺書，指出他是因為對宇智波一族失望而跳河自殺。遺書內容如下:『我已厭倦了任務，這樣下去，宇智波一族是沒有未來的，而我，也不想再背叛我的"忍道"了。』，然而雖然有遺書為證，因為只有鼬跟止水沒有參加家族會議，再加上鼬在加入暗部後的行徑古怪，所以一眾人的目光都投在倖存的鼬身上，認為他就是殺人兇手。（後宇智波鼬面對宇智波佐助時，則不諱言說是自己親手殺死止水，其目的就是為了得到族內稀有的萬花筒寫輪眼─因為要得到這種寫輪眼，是需要親友死亡等刺激的謊言來進一步刺激佐助的戰鬥意志，好讓佐助殺死自己傳承他的瞳力與對未來的想法。）
擅長的術、特殊能力：
忍術─火遁（如豪火球之術）
體術（使用能注入自身火屬性的查克拉刀與極快移動速度）
幻術（瞳術）
血繼限界─寫輪眼、萬花筒寫輪眼（別天神、須佐能乎）

##### 宇智波帶人
宇智波帶人
配音：小森創介〈少年時代・卡卡西外傳〉→ 潘惠美〈少年時代・第563集起〉、高木涉〈成年初登場，化名鳶〉（日本）；張哲誠〈少年時代・卡卡西外傳〉→ 林凱羚〈少年時代・第563集起〉、黃乾師〈成年初登場，化名鳶〉、馬國堯〈帶人身分〉（台灣）；李致林（香港）
生於2月10日，水瓶座。O型。
宇智波一族的中忍，卡卡西朋友。當時（波風皆人班時期）13歲。身長154 ㎝；體重44 ㎏。老師為四代火影波風湊，其隊友包括旗木卡卡西和小凜。曾被卡卡西戲称為「哭包忍者」，喜歡小凜。
在第三次忍界大戰的「神無毘橋之戰」中，基於守護同胞的意願而開眼。爲了掩護卡卡西，因而被敵方増援部隊的忍術導致右半身被巨型岩石所壓，身負瀕死的重傷之際，將左眼的寫輪眼贈予卡卡西作為祝賀他晉升上忍的禮物(卡卡西本來的左眼在先前被岩忍的刀劃傷)，隨後被岩石活埋，因此被推斷為殉職，而將其名字刻於木葉慰靈碑上。(詳情見卡卡西外傳)豈料，帶人被斑給救走，在斑一系列精心安排的計畫下將之納為棋子，要其以宇智波斑之名進行計畫。其後蒙面現身，慫恿長門等人建立曉，後來成了曉的一員，成了幕後領導人鳶，是九尾襲擊木葉事件的元兇，且在拉攏干柿鬼鮫時還控制過四代水影-矢倉，當時的真面目有被鬼鮫見到。
第二部初登場時，帶人以見習生身分故意表現成像小丑般愛耍寶的角色，蠍死後以正式成員身分與地達羅組隊。但在地達羅自爆身亡後，開始自稱「宇智波斑」，其聲音與行動均變得有野心。並在五影會談時現身透露「月之眼計畫」，並向忍界發出「第四次忍界大戰」的開戰宣言。用伊邪那岐險勝小南後，左眼改以長門的輪迴眼填補，並換上更加堅固的戰鬥用面具和武器軍配團扇。
忍界大戰期間，一直在幕後指揮，後來爲了回收擁有九尾查克拉的金銀角兄弟而現身戰場，召喚外道魔像奪取封印金銀角兄弟的忍具。又爲了捕獲八尾與九尾，再度出擊與鳴人、殺人蜂、卡卡西和阿凱激戰。在不斷攻擊下，鳶的面具終於被鳴人以螺旋丸擊破，真實身分才公諸於世。
面具破碎後，帶人與斑聯合控制十尾，令忍者聯合軍陷入苦戰。在與曾是隊友關係的卡卡西在異空間進行死鬥而負重傷後，帶人回到戰場施術使自己成為十尾的祭品之力，以六道仙人般的力量一度壓倒忍者聯軍，在與鳴人交戰時被鳴人想要成為火影堅定的意志所感化，讓他回想起自己對火影的憧憬以及與小凜的點點滴滴，體內尾獸終於被忍者聯軍拉出，因為小凜的死而對忍者世界絕望的他，與卡卡西的對話中領悟到鳴人的「忍道」並選擇相信鳴人是希望之光。(詳見第604-607集)
找回自我的帶土終於明白「想要成為火影的人是不會讓同伴為自己先死的」並決定與卡卡西聯手對抗六道斑。(詳見第635-637集)
最後封印大筒木輝夜時，帶人多次使用神威以尋找佐助，並用身體擋下輝夜的攻擊。又用神威吸收將擊中卡卡西的共殺灰骨而死，在天堂與小凜相遇，最後還將雙眼萬花筒寫輪眼的瞳力給了卡卡西。

##### 次世代
宇智波櫻（Uchiha Sakura）
配音：中村千繪
本名春野櫻，嫁給佐助後從夫姓–宇智波。
宇智波紗羅妲（Uchiha Sarada）
配音：菊池心
宇智波佐助與宇智波櫻的女兒，又名宇智波 佐 良 娜 、 薩 拉 、莎 拉 那 。最終回登場，以11歲之齡在外傳《第七代火影與緋色的花月》中擔任主人公，並於第四話中前往尋找多年未見的父親途中開啟寫輪眼。
宇智波信（声：檜山修之（本体），富樫美铃（少年））
“宇智波信”这一名字指代眾多複製人。他們並不擁有宇智波血統，但均有萬花筒寫輪眼，能力可操縱接觸過的兵器／鐵器，是對於移植不會產生排异反应的克隆體。自稱大蛇丸是他們的師傅，想要繼承鼬的遺志復活曉，讓木葉再度陷入戰亂，使忍者繼續進化。其中，本體指使其少年克隆人做事，曾襲擊佐良娜、佐助二人，後因“父親（本體）瞳力削弱，已經没有用了”被少年克隆人所殺。緋色花月篇结局时，少年克隆人均收養于药师兜所設立之木葉孤兒院。

##### 其他
宇智波泉
配音：松井曉波
鼬已故的青梅竹馬。在《鼬真傳：光明篇》中登場。
5歲時，父親在九尾來襲事件中喪生，由於過份悲傷以致開啟寫輪眼；在動畫中擁有3勾玉寫輪眼。
入讀忍者學校期間，喜歡上實力出眾的鼬，但真傳並無明確表示二人是戀人的關係。
在真傳小說中被鼬用月讀所殺，動畫中則在滅族之夜被宇智波帶土所殺。

##### 動畫原創
宇智波ライ（Uchiha Rai）
配音：松本忍
曾在大戰中使用依邪那岐幫宇智波一族取得重大勝利，恃功自大，最後被企圖爭奪領導權的族人バル用依邪那岐殺死。
宇智波バル（Uchiha Baru）
配音：木島隆一
依邪那岐使用者，為了爭奪領導權，使用依邪那岐殺了ライ。
宇智波ナカ（Uchiha Naka）
配音：河西健吾
依邪那岐使用者，與宇智波治里對決時中了依邪那美，最後陷在依邪那美無止盡的迴圈中，最終幡然悔悟，不再濫用伊邪那岐。
宇智波治里（Uchiha Naori）
配音：東內麻里子
宇智波一族中強大的女戰士，為了阻止族人無止盡的內鬥，發明了用來反制依邪那岐的伊邪那美。

##### 游戏原创
宇智波光（Uchiha Hikari）
配音：石川由依
出自《火影忍者: 究極風暴羈絆》。生于战国时代，其万花筒写轮眼瞳术为「八千矛」，能力是标记敌方并吸取对方的查克拉。因此术过于强大，被同族之人盯上并被强迫成为宇智波的武器，甚至被剥夺姓名而成为「无名」，后被封印在地下。到了慕留人的时代被「零」组织利用而成为发动忍界大战的武器。结识慕留人后逐渐受到慕留人的影响而产生改变，最后为了守护慕留人力尽而亡。随后慕留人以失去一切和光有关的记忆为代价、通过大筒木舍人的帮助穿越时空回到光被囚禁的战国时代，成功改变历史、将光从沦为「无名」的悲惨命运中解救出来。

### 日向一族
詳見日向一族。

### 猿飛一族
三代目火影猿飛蒜山所屬的族群，是豬鹿蝶組合的見證，主要成員還有其子猿飛阿斯瑪跟孫兒猿飛木葉丸，其餘族人姓名皆不祥，從劇情表現推測，應擅長風遁、火遁，早年應還有猿飛蒜山之父猿飛佐助。

### 秋道一族
豬鹿蝶組合中的「蝶」，家族秘技可令部分肢體巨大化以攻擊敵人，祕傳藥物「三色丸」可以在短時間內迅速提升自身的查克拉，但會對身體造成嚴重的負荷。族中成員因為食量甚大、多半體型壯碩，主要成員有秋道丁座、秋道丁次以及曾和三代火影猿飛蒜山一同擔任二代火影部下的秋道取風。

### 奈良一族
豬鹿蝶組合中的「鹿」，家族秘技可利用影子束縛或操控敵人的動作，甚至可利用影子攻擊對手，以養鹿知名，擁有製作數種祕藥的技術，抵消秋道一族的「三色丸」所帶來的破壞。族中成員多為黑髮並綁成像沖天炮般的馬尾。主要成員有奈良鹿久、奈良鹿丸跟奈良圓慧等。

### 山中一族
豬鹿蝶組合中的「豬」，家族秘技可利用精神控制敵人肢體動作，族人多為優秀的感知忍者，比起戰鬥更擅長情報收集。族中成員多為藍眼，都留有黃色系的長髮並綁成一條馬尾。主要成員有山中亥一、山中井野、山中三太跟山中風等。

### 油女一族
家傳祕術是和寄壞蟲簽署契約，貢獻查克拉給蟲子，並讓身體成為蟲子的巢穴，利用蟲子進行偵查或攻防，前代曾出過一名高手油女志黑，可靈活運用奈米級毒蟲(其子油女斗留音也有其才能，故在兜使用穢土轉生時要利用斗留音能力大範圍製造戰場上死亡)，族中成員都帶著墨鏡或黑色護目鏡。現今主要成員有油女志彌、油女志乃、油女木塔跟油女斗留音。

### 犬塚一族
犬塚一族多馴養忍犬以進行合作戰術克敵致勝，擅長用鼻子來追蹤敵人，香燐甚至說過木葉擅長的追蹤方法就是用狗鼻子，和通靈術呼喚的忍犬不同，犬塚一族馴養的忍犬多隨身行動，且關係有若家人般親密。族中成員都擁有如野獸般的眼睛與牙齒，臉上也會畫有牙的印記。主要成員有犬塚爪、犬塚花跟犬塚牙。

## 動物
木葉忍者村透過馴養或通靈術所召喚的動物，可配合忍術施展，進行攻擊、搜查等工作，對某些忍者而言，與這些動物的關係有如家人般親密。

### 育全犬
赤丸（聲優：竹內順子）
與犬塚牙永不分離的忍犬，亦為忍術道具。具有靈敏的嗅覺，能感受敵人的查克拉力量及危險性。因為吃下軍糧丸後身體會變成赤紅色，故名赤丸。
能化成犬塚牙的分身，然後合作使出忍術－「牙通牙」，化成兩股龍捲風攻擊敵人。及後更能與犬塚牙進行人獸混合變身，化成雙頭一身的雙頭狼，並使出超必殺技－「牙狼牙」，形成具有極大破壞力的龍捲風。
絕技
- 空中動態追蹤

合技
- 活體標記
- 獸人分身
- 牙通牙
- 牙狼牙

帕克（聲優：辻親八）
旗木卡卡西所召喚的忍犬，亦是漫畫中少數能以人類語言溝通的忍犬。有獨立思想，說話風趣，自稱「可愛小狗」。主要協助卡卡西進行偵察，或輔助鳴人的一隊執行任務。
灰丸三兄弟（灰丸三兄弟）
中忍犬塚花（犬塚牙姐姐）的三隻忍犬。因牠們身上均有灰色的毛，故名「灰丸三兄弟」。
黒丸（聲優：御園行洋）
上忍犬塚爪（犬塚牙母親）身邊的忍犬，與爪一起作戰。特徵是右眼以眼罩蓋著，外型像狼，毛色大部份為黑色，故名「黑丸」。於木葉崩潰戰時跟主人一起亮相。

### 龜
阿凱的通靈獸。

### 烏鴉
山城青葉和宇智波鼬的通靈獸。

### 猿猴
三代火影的通靈獸「猿猴王·猿魔」，有如親密的戰友，可使用變身術變成一根如金剛般硬度與自由自在伸縮能力特徵的金剛如意棒，可說是第三代火影的「武器」，渡過漫長的戰亂時代的。另外，變成金剛如意棒的猿魔，也可依照自己的意志發動攻擊，他的爪子與牙齒也會增加攻擊的變化性與意外性。 。

### 蝦蟆
蝦蟆文太（聲優：渡部猛）
現為漩渦鳴人的通靈獸，稱牠「蝦蟆老大」。與萬蛇和活蝓並稱三懼（蟒蛇→蝦蟆→蛞蝓）
外型是一隻紅銅色的巨大蝦蟆，左眼上有一刀疤，身上穿著「蝦」的背心。雖然個性大咧咧的像個老大，但還是會關心鳴人。
自來也、四代目火影與漩渦鳴人（使用九尾力量時），跟蛤蟆一族定下契約後，可以召喚出的最強召喚獸。
慣使腰間的小刀跟敵人作戰，而且本身亦懂忍術（如：水遁、火遁），是少數擁有忍術的通靈動物。他曾答應收漩渦鳴人為自己的部下，並與其跟我愛羅對戰。最愛抽煙，而牠最怕的是海水地方，因為海水會使牠全身很癢。
在九尾妖狐襲擊木葉時，協助四代目火影使用屍鬼封盡。
有蛤蟆吉及蛤蟆龍兩個兒子。
絕招
- 蛤蟆短刀斬
- 水遁·鐵砲彈
- 火遁·蛤蟆油炎彈

必須和自來也一同使用火遁。
蛤蟆吉（聲優：上田燿司）
蛤蟆文太之子。初次出現於中忍考試第三場結束後，大蛇丸偷襲木之葉隱村之際。此時鳴人和我愛羅對戰，被鳴人無意中召喚了出來。因鳴人曾經救過它，所以牠挺欣賞鳴人的。特徵為全身紅色，跟其父樣貌相像。
絕招
- 火遁之術

蛤蟆龍（聲優：重松朋）
蛤蟆文太之子、蛤蟆吉之弟。出現於傳說中的三忍－綱手、自來也跟大蛇丸對戰時。鳴人原本想召喚蛤蟆文太，但卻錯誤性把牠召喚出來。
特徵為全身黃色，思想愚鈍的貪吃鬼。
絕招
- 風遁·蛤蟆鐵砲（須與鳴人配合）
- 風遁·蛤蟆油炎彈（須與鳴人及蛤蟆吉配合，出現於「三尾出現之章」，用來擊退三尾）
- 蛤蟆文太
- 蛤蟆吉
- 蛤蟆龍

大蛤蟆仙人（聲優：千田光男）
蛤蟆始祖，仙级的蛤蟆。有极其精确的预言能力，他预言自来也会写书，会收徒，而这些徒弟都是预言之子，并且真正的预言之子将来会上妙木山。他身边左右的是蛤蟆孩子他爸「深作大人」与蛤蟆孩子他媽「志摩大人」。
- 大蛤蟆仙人
- 深作大人（孩子他爸）
- 志摩大人（孩子他媽）

其他蛤蟆
- 癩蝦蟆忠
- 癩蝦蟆寅
- 癩蝦蟆幸助
- 聯絡蛙
- 出現於漫畫封面
- 出現於動畫片尾
- 癩蝦蟆健
- 癩蝦蟆廣
- 三大強蛤蟆（从左至右：癩蝦蟆健、蝦蟆文太、癩蝦蟆廣。文太頭上是蝦蟆吉。）

### 錥全
活蝓（聲優：能登麻美子）
綱手的通靈獸。與「蝦蟆文太」和「萬蛇」並稱三懼（蝦蟆→蛞蝓→蟒蛇），但對綱手說話時還是會加上敬語。
原形是一隻巨大的蛞蝓。個性上比蝦蟆文太溫和，說話時會加上尊稱。與蝦蟆文太和萬蛇是舊識。
能力：
- 蛞蝓大分裂

將身體分裂成數以千計的小蛞蝓，除了能用來脫身外，每隻蛞蝓之間還可以用來聯繫，包覆住人體還可以防禦。在培因入侵木葉隱村時，綱手更用來傳遞查克拉給傷者。
- 舌齒黏酸

從嘴吐出強酸。

### 大蛇
萬蛇（聲：天田益男）
大蛇丸的通靈獸。與「活蝓」和「蝦蟆文太」並稱三懼（蛞蝓→蟒蛇→蝦蟆）。
原型為巨大的蟒蛇。和蝦蟆文太處得不好，個性上較為殘暴。
大蛇丸死後成為宇智波佐助的通靈獸，後被佐助做為防禦地達羅自爆的盾牌身亡。

### 其他
豚豚（トントン）
忍豬，是綱手和靜音的寵物。也有靈敏的嗅覺，同時擁有撞擊能力
電火、雛
出現於漫畫第354話。佐助的親戚、貓婆婆那兒的忍貓。長相更像狐狸、小老虎多於貓兒，喜愛木天蓼飲料。
佐助曾勸水月不要亂逗他們，否則他的手會被牠們咬碎。

## 重要地點

### 火影顏岩
刻上歷代火影石像的地方。由左至右為初代至七代火影目，五代的石像是在第二部鳴人歸來前所刻，六、七代則是在第四次忍界大戰後所刻的。這是參考現實世界美國的總統山。

### 忍者學校
自第一代火影起便設立忍者學校培育忍者實現自己理想和作為保護國家與村子的學校。由中忍 - 上忍擔任校內教師，教授一族一國一村的核心概念。強調團隊合作與基礎忍術學習。第三代火影時其畢業考為影分身(因村子守舊觀念影響只能學習簡單忍術)。
七代火影繼任後鼓勵學員依照自己所長開發調配出自己的戰鬥模式，忍術戰術。打破傳統避免教授強大忍術的禁忌。增加了木葉下忍水準的可能性。

### 死亡森林（第四十四練習場）
中忍考試第二場比試的地點，擁有四十四個入口，其為各組考試入口。中間有一高塔為終點。其中該練習場內擁有豐富的生態及危害通靈獸。比如木葉吸血蟲 / 巨蟒等。

### 第三演習場
第七班兩次鈴鐺演習的地點。第一次佐助、鳴人和小櫻由於表現了珍惜同伴的團隊合作精神通過了師傅卡卡西的測試。第二次是在第二部中，鳴人和小櫻利用卡卡西對親熱天堂的痴迷，巧妙設計，從卡卡西手中成功地搶到了鈴鐺，從而通過了測試。

### 南賀神社
宇智波一族的秘密聚集場所，在地下室中收有六道仙人所書寫的石碑，上面記載許多不為人知的秘密，內容必須按照「寫輪眼－萬花筒寫輪眼－輪迴眼」的順序不斷增加，在培因襲來時被毀去地上建築物，但神祕的地下室仍完好無缺。但神社所供俸的石碑已經被黑絕竄改為引導讀者實現無限月讀的話語。

### 面具收納堂
位在木葉村盡頭，是過去漩渦一族在火之國遺留下來的建築物，藏有死神的面具，可用來破解屍鬼封盡。

### 終結之谷
終結之谷之所以得名是因為兩位創建木葉村的偉大忍者——初代火影（右）和宇智波斑（左，宇智波家族創始人）曾在這裡對決過。山谷的兩側是兩位忍者的巨大雕像，中間是瀑布和河流。無獨有偶，鳴人和佐助在第一部中也在這裡對決（第128－134集）。最終鳴人昏倒，佐助離開，兩人從此走上了對立的道路。

### 一樂拉麵
是鳴人最喜愛的食物，老闆是手打，而一樂那位美麗的小姐是手打的女兒菖蒲。
菖蒲一度被料理忍者們所捕去，並要求手打以交出傳說中的食譜或在比試中勝過他們，才願意釋放菖蒲。鳴人、小櫻及丁次就協助手打老闆，創出可以勝過對方的食譜。透過鳴人的螺旋丸、小櫻的怪力及丁次的超張手，終於成功製出獨特的拉麵並擊敗對手。當料理忍者知道所謂傳說中的食譜只是一場誤會，他們失望地把菖蒲釋放。令手打痛心的是，菖蒲因為吃得太多料理忍者所煮的食物，已由美女變成肥婆了，後來一樂拉麵館因為鳴人們所創的健康拉麵，據稱更能纖體，而吸引了不少女忍者前來光顧。菖蒲回復了她的美女體態，但手打卻因為陪女兒吃這種拉麵而變得過瘦，令鳴人一眾目瞪口呆，說不出話來。一樂拉麵後來因為菖蒲的主張而改賣炸醬麵，認為這樣才跟的上時代。

## 實力

### 經濟
經濟基礎：火之國海陸兼備，國土廣闊，氣候條件優越，相比於西北內陸的土之國、沙漠地區的風之國、寒冬地區的雷之國、海島國家水之國，優勢明顯。木葉主要收入來自承接任務以獲取報酬，同時木葉是火之國的國家機構，火之國對木葉有一定的財政支持（參見綱手昏迷後的火之國大名-木葉聯席會議），所以木葉軍力的強大與火之國的財力有很大關係；另外，火之國經濟發達，人口眾多，任務市場也要比其他各村廣大。
經歷過四次忍界大戰後，木葉在戰後經濟起飛（重建及和平時期人口繁衍）。六代火影卡卡西引進現代化技術，在七代火影時期擁有電車與高樓大廈。新生人口激增。忍村實際上做到了經濟獨立。

### 制度
木葉首創忍者學校制度與暗部制度。木葉忍者學校的大門是向任何出身的敞開的，從千手一族的綱手，平民出身的自來也、大蛇丸、波風水門這樣的寒門子弟都可以進入忍者學校學習，有機會成為忍者，保證了木葉人才濟濟；二代火影設立的暗部，是直屬火影的精英組織，是貫徹火影意志的情治單位，保障了木葉的政治穩定。

### 軍事
火之國的軍事力量來自木葉忍者村，仰賴諸侯分配預算給木葉忍者村培養忍者與建設，在五大國中火之國利用人口和經濟實力培養了登記在冊的忍者12000名（鳴人的忍者編號：012607）。現存忍者約6000－5000名。
自初代火影分配尾獸後，木葉分到九尾。同時擁有宇智波斑與千手柱間等頂尖忍者。
但自三代火影以後，木葉傳統忍者優勢（倚賴強者）開始進入了空窗期。五代火影針對醫療忍者強化與普及進行了深刻的改革。
經歷過四次忍界大戰後，木葉一批老忍者退出了軍事參與，但同時獲得了新三忍（鳴人、佐助、小櫻）的頂尖忍者頂替軍事人員不足。
七代火影繼位後，針對教材進行與教授等級提升。例如將禁術解禁、依照所長優勢發展。